# Lista de quadros de The Noite com Danilo Gentili

## Principais quadros
- Rodada da Noite: evolução do antigo quadro Mesa Vermelha que junta humoristas em um pub para comentarem e fazerem piadas de notícias bizarras
- Boletim de Hoje: Danilo Gentili vira "jornalista" e ironiza notícias reais.
- Bebê Braúzio E Mamãe Maionese: Bebê Braúzio (Igor Guimarães) E Mamãe Maionese (Diguinho Coruja) Reagem A Momentos Históricos Do SBT.
- Cozinha Sob Pressão (A Eliminação): Danilo Gentili recebe os eliminados do programa Cozinha Sob Pressão.
- Bake Off Brasil (Bastidores): Danilo Gentili recebe os eliminados do programa Bake Off Brasil e comenta os melhores momentos do programa.
- Murilo Acting: Suposta Escola de Atores do Murilo Couto em que ele conta toda a sua experiência como ator. Ou seja, nenhuma.
- CyberBullying: Léo Lins e Murilo Couto satirizam os piores vídeos da internet na semana
- Conversa Jogada: Léo Lins entrevista celebridades e sub-celebridades por meio de games inspirados em jogos de tabuleiro. De uma forma bem cômica.
- Estudos Apontam: Danilo Gentili mostra resultados das pesquisas mais esquisitas do mundo.
- Bis da Zuêra: Um quadro em que a pessoa que for a mais zueira do país ganha 1 milhão de reais. E isso não é zueira. Ela ganha mesmo.
- Palavras da Presidente: Neste quadro os pronunciamentos loucos da Presidente Dilma Rousseff são exibidos e comentados. Nesse quadro é recorrente ver a Dilma saudando a mandioca, confundindo a Copa do Mundo com as Olimpíadas, considerando a criação do fogo a maior inovação do mundo, mandando que uma economista desempregada faça o Pronatec para arrumar um emprego, cantando Parabéns Pra Você em inglês (no nível Joel Santana) e dizendo que uma simples bola de couro indígena é um orgulho da sociedade brasileira.
- Meninas do Dan: Sátira do quadro do Programa do Jô em que jornalistas e economistas do sexo feminino participam de uma mesa redonda ancorada pelo Jô Soares, discutindo assuntos do Brasil e do Mundo. No caso do Danilo, as participantes dos quadros são sub-celebridades e pessoas que não dominam os assuntos abordados.
- Leite Show: Danilo entrevista crianças em uma espécie de mini talk-show
- O Mestre Mandou: em provas de rua, quem não cumprir as ordens dos colegas é castigado no palco do programa. O quadro é no mesmo formato de The Jokers, que já foi adaptado pelo SBT como Amigos da Onça.
- O Homem do QI 200: Roger Moreira responde dúvidas e problemas do cotidiano em caráter "educativo"
- Dois Malucos na Autoescola: Léo Lins e Juliana vão à autoescola, onde fazem diversas piadas e ironizam situações
- Adultos com Voz de Criança Porque é Engraçado: depois de crianças gravarem uma cena aleatória, o elenco têm de imitá-los com as vozes dos pequenos em primeiro plano
- Palavras Dura: Uma versão mais curta do Bate Bola Jogo Rápido, do De Frente com Gabi
- Os Recordes Mais Incríveis do Mundo: satiriza recordes mundiais de pouca importância
- Concurso Nacional de Cospobre: os piores cosplays do mundo são avaliados nesse quadro
- Roommates – Colegas de Apartamento: Alexandre Frota, Nadja Haddad e a "Gordura do André Marques" atuam na pior sitcom do mundo. Uma sátira às sitcoms americanas.
- Instagram da Platéia: Danilo comenta as fotos do Instagram das pessoas que estão na platéia
- Comentando os Comments: Danilo comenta os comentários raivosos feitos contra o programa nas redes sociais
- Murilo Couto em: Em Busca da Fé: Murilo Couto entrevista diversos líderes de diversos segmentos religiosos para decidir qual será a sua religião
- Curiosidades do The Noite: fatos, curiosidades e histórias envolvendo os bastidores do programa
- Correio Deselegante: Danilo cita dois nomes da plateia e narra uma "cartinha de amor" que supostamente um teria escrito ao outro, mas com ofensas
- Papo de Humorista: Murilo Couto e Dedé Santana contam uma piada sem graça um para o outro. É um quadro de menos de 45 segundos.
- Semana do Comendador: sátira do programete Semana do Presidente exibido pelo SBT de 1982 a 1995[1] em que Danilo mostra algo de importante que aconteceu com ele como "Comendador" naquela semana.
- As Aventuras do Jovem Pablo Escobar: o quadro é uma sátira da série da Netflix Narcos, que mostra as maldades do narcotraficante Pablo Escobar (interpretado por Murilo Couto) quando ele era jovem.
- A História Bêbada: Danilo e outro entrevistado enchem a cara em uma entrevista muito louca. É um programa feito em parceria do Comedy Central com o SBT, exibido no talk show como um quadro.[2][3]
- Osasco Connection: Danilo, Murilo Couto(composição atual), Gil Brother Away,Tiringa(composição atual),  Gagas de Ilhéus, Mandela, Z-Maguinho do Piaui, Tony da Gatorra, Inês Brasil, Jotinha do whatsapp(composição atual), Sueko Tanizaki(composição atual), Mike Baguncinha(composição atual),  em uma Mesa Redonda comentam as notícias mais sérias da forma mais maluca que existe. É uma sátira do programa jornalístico Manhattan Connection, da GloboNews.[4]
- Escolinha do Professor Pauzudo: Sátira do humorístico Escolinha do Professor Raimundo, da Rede Globo. No caso, o professor é o ator Kid Bengala.[5]
- Desenhos do Danilo - Danilo mostra um desenho seu para alguém da plateia e pede para esta adivinhar o significado, que geralmente é uma piada.
- Contrarium e Favorarium - Um quadro de debates mediado por Danilo e integrado por Léo Lins, Murilo Couto e humoristas convidados, que se posicionam se são contrários ou a favor de um determinado tema, e justificam suas posições de forma humorística.
- Roda Solta

## Situações recorrentes ou inusitadas
- Mini Léo Lins (Um anão parecido com um dos humoristas do programa e ele costuma responder a perguntas feitas pelo Danilo em situações esporádicas)
- Big Léo Lins (Mini Léo Lins não renovou com o The Noite e por isso Diguinho contratou o Big Léo Lins, a versão gorda do Léo Lins. Só teve uma participação porque morreu por excesso de gordura nas veias coronarianas)
- Boneco de Olinda Anão
- Aii...Murilinho (Murilo Couto satiriza um vídeo em que o filho do Álvaro Garnero mordia a orelha do Ronaldo Fenômeno. E o Ronaldo, depois de umas biritas fala que é o namorado dele. E nesse caso o Murilo Couto fica mordendo a orelha do Danilo Gentili)
- Momento DEAL WITH IT (Danilo Gentili responde a uma provocação feita pelo Diguinho Coruja de uma maneira bem direta. E aí o Danilo Gentili comemora de uma maneira de mano)
- Revista G do Roger (Dependendo do convidado, Danilo mostra o ensaio nu do vocalista do Ultraje a Rigor)
- Pasadino (Uma carranca feita pelo Danilo que mistura o rosto de Graça Foster com a do Ministro de Minas e Energia da Bolívia Andrés Soliz Rada junto com o olho do Nestor Cerveró. É uma crítica feita por causa da corrupção na Petrobras e a feiura destas pessoas)
- Danilo Muppet (Um Muppet de Danilo em que o próprio manipula)
- Zeca Cultural (Danilo Gentili satiriza o apresentador Zeca Camargo, que chegou a criticar a comoção do brasileiro com relação à morte do Cristiano Araújo e ainda comparou essa comoção com a mania do brasileiro em comprar livro para colorir. Nesse quadro, o Danilo Gentili exibe os desenhos coloridos do Zeca Camargo mandados pelos telespectadores e internautas)
- O Mundo não é um Arco Íris (Léo Lins interpreta um treinador maluco que tem um único objetivo: fazer o Diguinho Coruja emagrecer)
- Porco Pizza (O prato oficial do programa em que dentro de um porco assado entra queijo mussarela, coração de galinha, calabresa, requeijão, peito de frango desfiado, tomate e ervilha. E é o prato mais odiado pelos veganistas, vegetarianos e outros tipos de pessoas que não comem carne)
- Boletim Extraordinário Urgente (De repente chega uma notícia "bombástica" na Redação de Jornalismo do SBT e a produtora Juliana leva a notícia até o Danilo)
- Ciclovia do Haddad (Uma das ciclovias de Fernando Haddad aparece no cenário, e durante a entrevista, o Ultraje a Rigor e a Juliana dão uma volta de bicicleta pela ciclovia)
- Guerra de Ação da Petrobras (As ações da Petrobras estão caindo tanto que só vale para jogar as bolinhas de papel das ações nos outros)
- É Exclusivo (Qualquer revelação exclusiva feita por um dos entrevistados no programa é brindada com a trilha do Plantão da Rede Globo tocada pela banda Ultraje a Rigor)
- Xanex (O shampoo íntimo feminino oficial do The Noite. É divulgado em merchans durante o programa, e em imagens subliminares de menos de 1 segundo, que aparecem durante o programa)
- Kazoo Top Records (As melhores músicas do mundo tocadas por meio de um Kazoo do Danilo Gentili)
- Platéia Dançante (Em qualquer momento musical inesperado do programa Danilo começa a dançar, estimulando que a platéia suba no palco e faça o mesmo).